# Schwalbentangare
Die Schwalbentangare  (Tersina viridis) ist mit einer Körperlänge von 14 Zentimetern ein mittelgroßer Vertreter aus der Familien der Tangaren.

## Aussehen
Das Männchen hat ein türkisblaues, metallisches schimmerndes Federkleid, der Bauch ist weiß. Um die Augen besitzt es einen schwarzen Farbfleck. Die Beine, die Kehle sind schwarz und der Schnabel ist metallisch silbern gefärbt. Das Weibchen ist leuchtendgrün, die Kehle ist an den Flügeln und am Bauch mit gelben Flecken versehen. Des Weiteren haben sie schwarze kleine Streifen am Bauch, an den Flügelspitzen sowie am Schwanz. Die Kehle und das Gesicht sind bräunlich. Der Bereich um die Augen ist mit grauen kleineren Tupfen versehen, während er beim Männchen völlig schwarz ist. Der mit einem kurzen Harken versehene Schnabel ist metallisch schwarz.

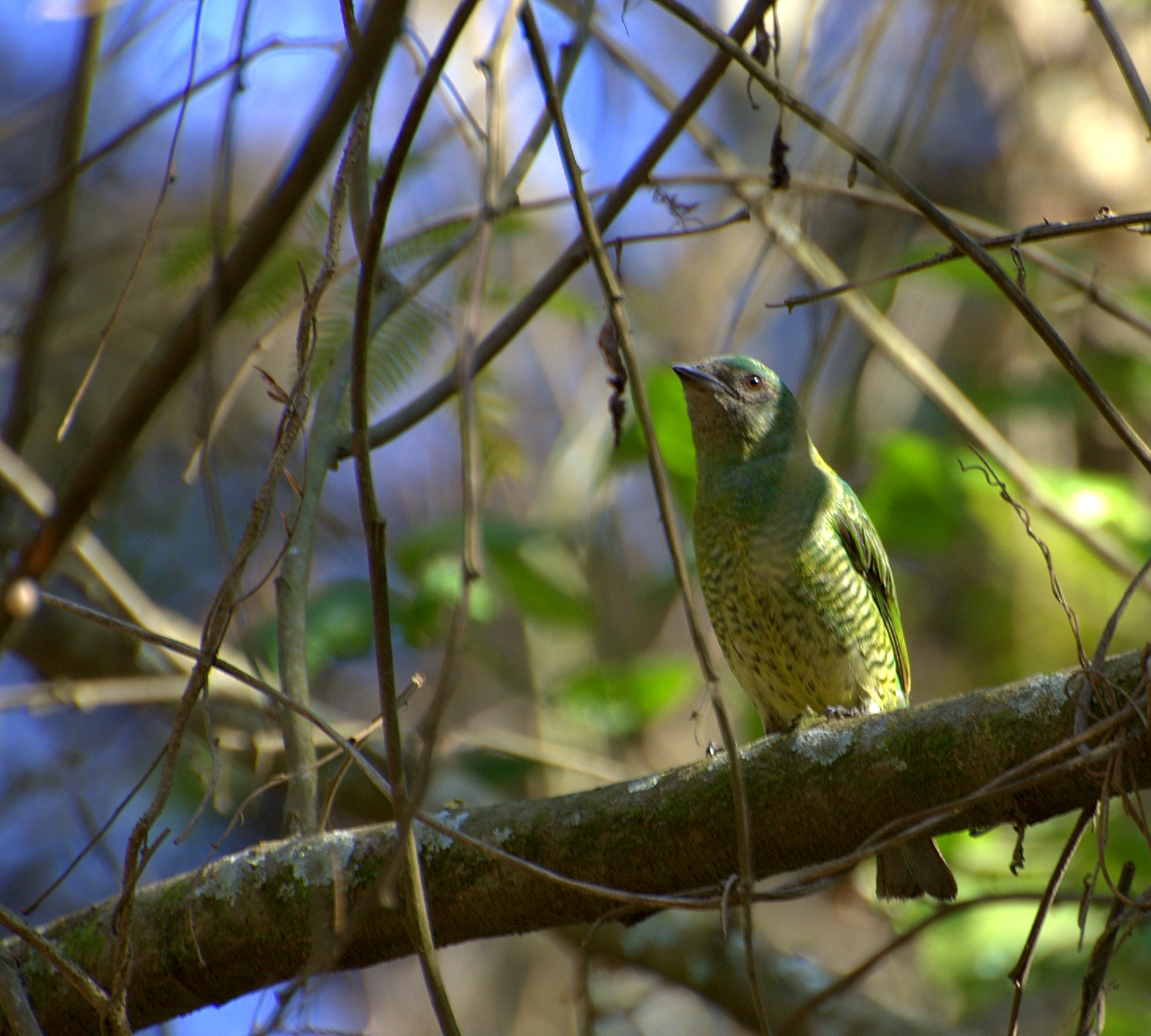
Weibliche Schwalbentangare

## Verbreitung und Lebensraum
Die Schwalbentangare kommt im Osten von Panama und in Südamerika bis nach Nord-Argentinien vor. Die Vögel bewohnen dort das offene Waldland, die Waldränder, den Galeriewald sowie Sekundärwälder.

## Lebensweise
Die geselligen Vögel ziehen in kleineren Trupps von bis zu zwölf Mitgliedern durch die Wälder. Sie ernähren sich von Früchten, die sie am Boden, in den Bäumen suchen oder von Insekten, die sie im Flug fangen.

## Fortpflanzung
Während der Balz verneigen sich Männchen und Weibchen voreinander. Das Nest wird in Felshöhlen, Dämmen oder menschlichen Bauwerken wie Brücken selbst angelegt oder es werden vorhandene Höhlen verwendet. Darin legt das Weibchen drei Eier, die Brutdauer beträgt zwischen 12 und 18 Tagen. Danach verbleiben die Jungen noch bis zu drei Wochen im Nest. Vögel, die in höheren Lagen leben, ziehen zur Brutzeit in tieferliegende Gebiete.

## Gefährdung und Schutzmaßnahmen
Aufgrund ihrer weiten Verbreitung und das für diese Art keinerlei Gefährdungen bekannt sind, stuft die IUCN diese Art als (Least Concern) nicht gefährdet ein.